# Intel Israel
Intel Israel (en hebreo: אינטל ישראל) es una empresa de electrónica y tecnología de telecomunicaciones ubicada en Israel, que cuenta actualmente con varios centros de desarrollo situados en las ciudades israelíes de Haifa, Jerusalén y Petaj Tikva. Intel Israel tiene una planta de fabricación de circuitos integrados en el parque industrial de Kiryat Gat, que desarrolla, produce y fabrica microprocesadores y productos de telecomunicaciones.

## Historia
Intel Israel contaba con 10.000 empleados en 2013. Maxine Fesberg fue la directora ejecutiva (CEO) de Intel Israel desde el año 2007 y la vicepresidenta de Intel Global. En diciembre de 2016, Fesberg anunció la renuncia a su puesto como directora ejecutiva de la empresa, posteriormente su puesto fue ocupado por Yaniv Gerti en enero de 2017.
En 1974, el ingeniero eléctrico Dov Frohman se propuso crear un centro de investigación y desarrollo (I+D) de alta tecnología ubicado en el estado de Israel. Frohman ayudó a la empresa estadounidense Intel a establecer un centro de diseño de circuitos integrados en Haifa, este fue el primer centro de investigación de la compañía Intel ubicado fuera de los Estados Unidos de América. Frohman regresó a Israel  y enseñó en la Universidad Hebrea de Jerusalén.
En 1985, Frohman negoció con el Gobierno de Israel, para establecer una planta de fabricación de dispositivos semiconductores ubicada en la ciudad santa de Jerusalén, esta fue la primera planta de fabricación de semiconductores de la compañía Intel situada fuera de los Estados Unidos de América. 
Frohman dejó la Universidad Hebrea de Jerusalén para convertirse en el director general de la compañía Intel Israel. Durante años, Dov Frohman trabajó para establecer a la compañía Intel Israel como un centro de excelencia para la corporación Intel. 
En 1991, durante la Guerra del Golfo, la nación de Irak bajo el liderazgo del presidente Sadam Huseín, atacó a Israel con misiles Scud, sin embargo la compañía Intel Israel se mantuvo abierta durante todo el conflicto, a pesar de las recomendaciones de la autoridad de protección civil de Israel que había recomendado a todos los negocios no esenciales que cerraran sus puertas, como resultado de ello, Intel Israel fue uno de los pocos negocios del país hebreo que permaneció abierto y mantuvo la actividad de fabricación de microchips durante todo el conflicto. Frohman describió su experiencia durante la Guerra del Golfo en un artículo publicado en la revista Harvard Business Review.
En 1995, Frohman dirigió los esfuerzos de la compañía Intel Israel para establecer una fábrica de semiconductores en la ciudad de Kiryat Gat, ubicada en el Distrito Meridional de Israel, en el desierto del Néguev. 
Actualmente, Intel Israel es una empresa filial de la corporación global Intel, y cuenta con un centro de investigación, desarrollo e innovación (I+D+I), para la implantación de la tecnología de comunicación inalámbrica, y es responsable del diseño de procesadores avanzados para la corporación global Intel.
Intel Israel cuenta con varios centros de fabricación de microchips en el país. En 2008, la empresa abrió un segundo centro de fabricación de dispositivos semiconductores en Kiryat Gat, en unas instalaciones avanzadas. Contando con una inversión de $3.500 millones de dólares estadounidenses, fue un importante proyecto de construcción en la Historia del Estado de Israel.
Con alrededor de 10.000 empleados a finales de 2008, Intel Israel era el mayor empleador privado del país. En 2007, las exportaciones de Intel Israel alcanzaron la cifra de $1.400 millones de dólares y representaron aproximadamente el 8,5% por ciento de las exportaciones totales de la industria electrónica de Israel y de la industria de la información.